# Eupterote rubiginosa
Eupterote rubiginosa är en fjärilsart som beskrevs av Walker 1855. Eupterote rubiginosa ingår i släktet Eupterote och familjen Eupterotidae. Inga underarter finns listade i Catalogue of Life.